# 감자옹심이
감자옹심이는 간 감자와 녹말을 반죽하여 끓여먹는 한국의 요리이다. 강원특별자치도의 향토 음식으로 정선군, 영월군 등지에서 먹기 시작했다. 옹심이는 '옹시미'로 쓰기도 하는데, 모두 '새알심'의 방언이다. 칼국수와 함께 넣어 삶은 뒤 참깨와 김 등 양념을 올려 먹기도 한다. 강릉시에서는 전통 음식으로 감자옹심이를 선정하였다.

## 역사
한국의 강원특별자치도 지역은 기후가 감자를 재배하기에 적합하여 쌀에 대한 구황작물로서 감자를 이용했다. 한국에서 감자는 오주연문장전산고에서 1824년과 1825년 사이 함경도 지역을 통해 들어온 것으로 기록되어 있다. 1832년에는 전라북도 해안에 영국 상선이 1개월간 머물던 당시 동승하고 있던 선교사가 씨감자를 나눠주며 재배 방법을 알려주었고, 김창한은 그의 아버지가 당시에 배운 감자 재배법을 책 《원저보》를 지어 그 사실을 자신의 책에 기록하였다. 감자는 수십 년 사이에 한국의 각 지역으로 보급되어 양주, 철원, 원주 지역에서는 구황 작물로 재배되었다는 기록이 있다.

## 조리
감자옹심이도 처음에는 팥죽에 넣어 먹는 새알심처럼 작고 동글동글하게 만들었으나, 시간이 오래 걸리고 일손도 부족해 수제비처럼 얇고 크게 떼어 넣다 보니 현재는 감자 수제비 정도로 이해되고 있다. 즉, 조리 과정에서 빨리 익히고 먹기 편하도록 하기 위해 만드는 방법이 약간 바뀐 것이다.
우선 멸치와 다시마를 넣고 끓여 육수를 만들고, 호박, 표고버섯, 냉이는 손질하여 썰어 놓는다. 감자는 껍질을 벗기고 갈아 반죽하여 동그랗게 빚어 옹심이를 만든다. 육수가 끓으면 옹심이를 넣어 익어 떠오를 때 채 썬 호박, 표고버섯, 냉이 등을 넣어 함께 끓여 그릇에 담고 그 위에 깨소금, 김가루, 양념장을 얹어서 완성한다.
옹심이와 메밀국수, 칼국수를 같이 끓여 내기도 한다. 감자옹심이를 빚은 후 쌀죽을 끓여 감자옹심이와 애호박채, 파채를 넣고 끓인 죽은 감자옹심이죽, 또는 감자봉글죽이라고 한다.

## 갤러리
위키미디어 공용에 감자옹심이 관련 미디어 분류가 있습니다.

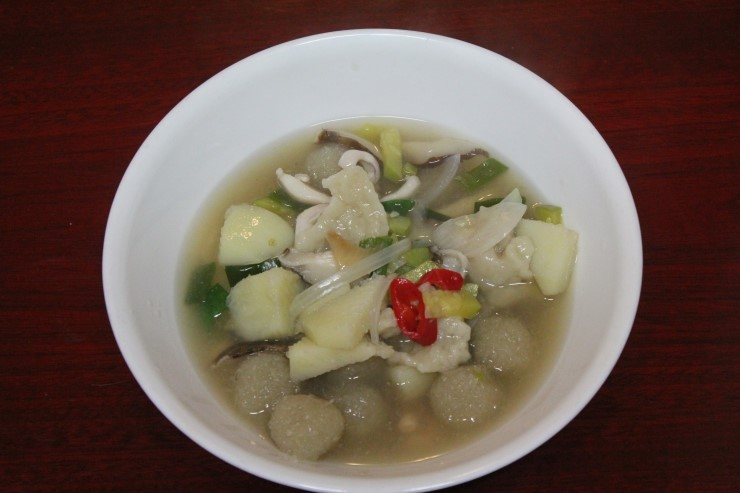
감자옹심이.
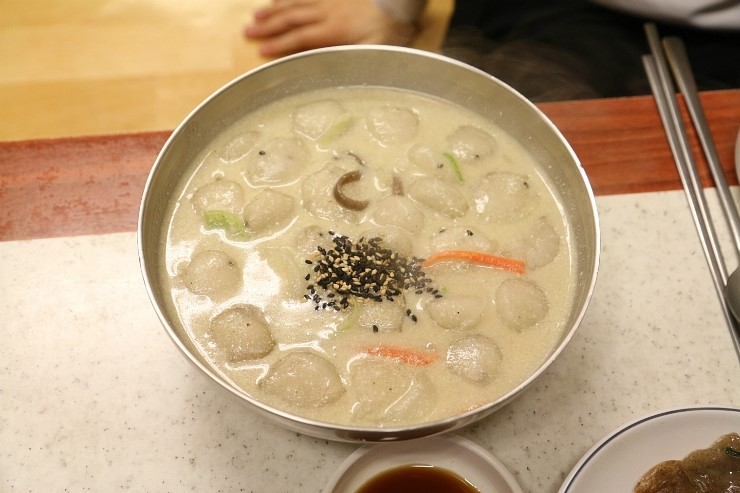
들깨 감자옹심이.
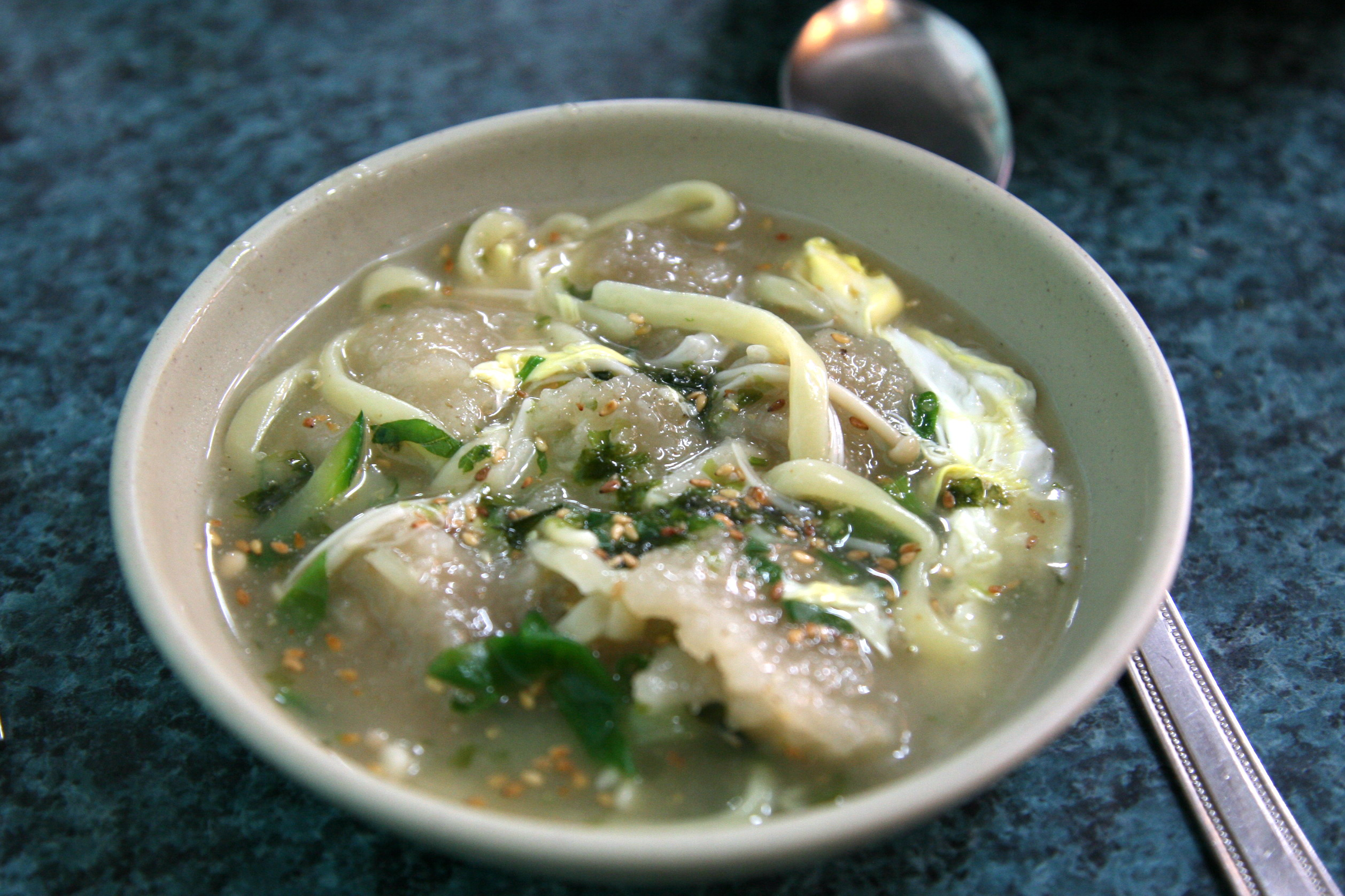
감자옹심이가 들어간 칼국수.
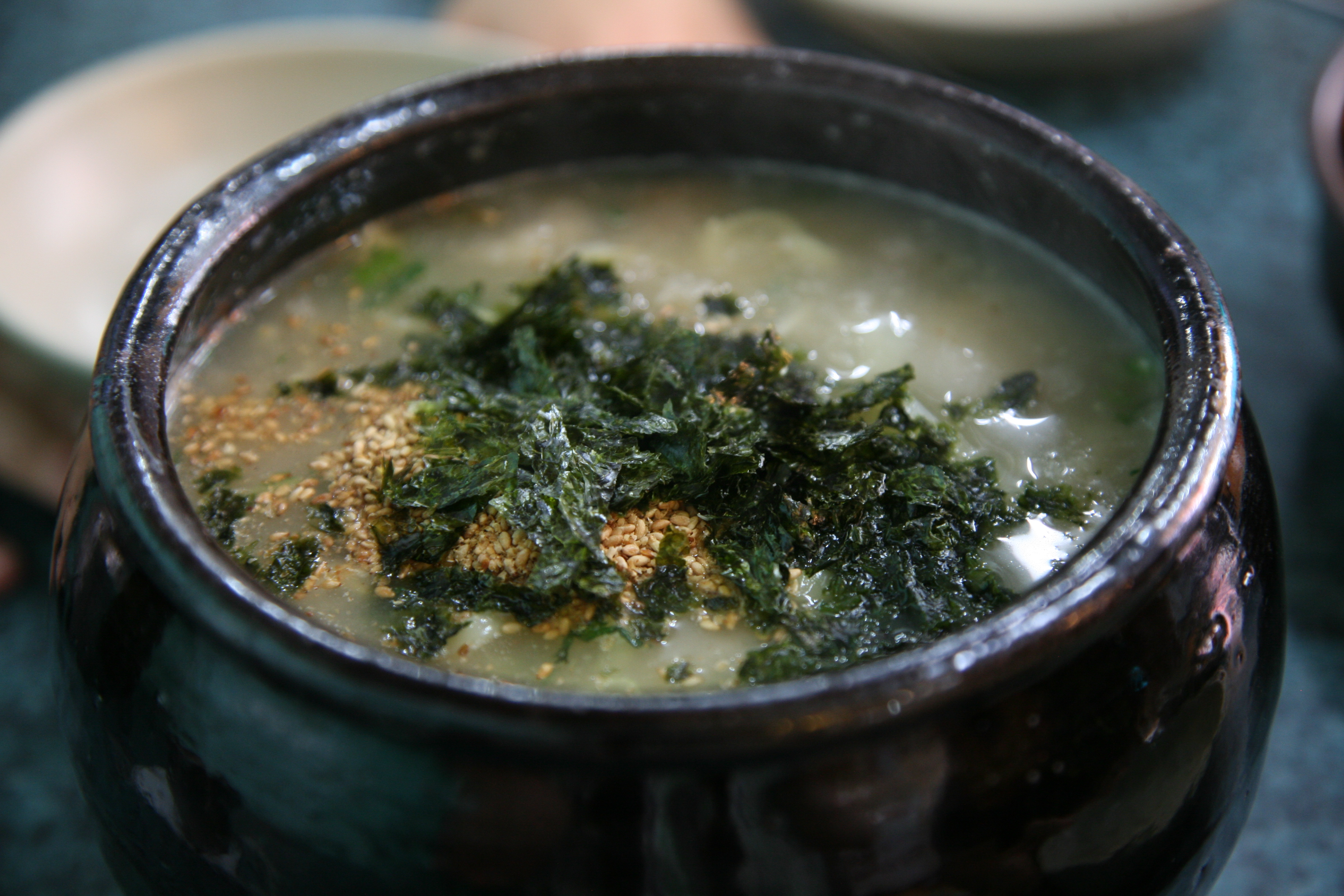
김가루와 참깨가 올라간 감자옹심이. 뚝배기에 담겨 있다.

## 같이 보기
- 카르토펠클로스